# Australische Badmintonmeisterschaft 1975
Die Australische Badmintonmeisterschaft 1975 fand vom 1. bis zum 5. September 1975 in Burnie im Rahmen des zweiwöchigen australischen Badminton-Carnivals statt.

## Sieger und Platzierte
| Disziplin    | Gold                           | Silber                         | Bronze                       |
| ------------ | ------------------------------ | ------------------------------ | ---------------------------- |
| Herreneinzel | Peter Cooper                   | R. Niblett                     | David Hoppen                 |
| Herreneinzel | Peter Cooper                   | R. Niblett                     | Cuthbert Berenger            |
| Dameneinzel  | Judy Nyirati                   | Joan Jones                     | Kay Terry                    |
| Dameneinzel  | Judy Nyirati                   | Joan Jones                     | Susan Daly                   |
| Herrendoppel | Paul Kong Christopher Hardwick | Peter Cooper Colin Criddle     | R. Niblett John Clancy       |
| Herrendoppel | Paul Kong Christopher Hardwick | Peter Cooper Colin Criddle     | Donald Cory C. Wiseman       |
| Damendoppel  | Joan Jones Judy Nyirati        | Susan Daly Geraldine Brown     | Beverley Hite Pauline Munday |
| Damendoppel  | Joan Jones Judy Nyirati        | Susan Daly Geraldine Brown     | R. Berenger R. Templeton     |
| Mixed        | John Clancy Joan Jones         | Christopher Hardwick Kay Terry | Peter Cooper Joan Kennington |
| Mixed        | John Clancy Joan Jones         | Christopher Hardwick Kay Terry | David Hoppen Judy Nyirati    |